# Тарасенко Олександр Петрович
Олекса́ндр Петро́вич Тара́сенко (нар. 27 травня 1918, Краснопілля — пом. 14 грудня 1994, Ялта) — український графік, член Спілки художників України.

## Біографія
Народився 27 травня 1918 року в селі  Краснопіллі (тепер селище міського типу Сумської області, Україна). Навчався в Ленінградському військово-морському училищі імені Михайла Фрунзе. 
Брав участь у німецько-радянській війні. Брав участь в боях на Курській дузі, у форсуванні Дніпра, в Корсунь-Шевченского операції. В 1944 році був контужений під Яссами. Нагороджений медаллю «За бойові заслуги» (27 жовтня 1943), орденом Червоної Зірки (1 травня 1944).
Впродовж 1954—1960 років навчався в Харківському художньому інституті (викладачі Василь Мироненко, Григорій Бондаренко). Здобувши мистецьку освіту працював в Торгово-промисловій палаті УРСР та книжковому видавництві. Жив у Харкові на вулиці 2-й проектній № 5/2, квартира 45.
З 1969 по 1994 рік працював головним художником Державних промислових майстерень у Ялті. Помер у Ялті 14 грудня 1994 року.

## Творчість
Працював у галузі станкової графіки, переважно в техніці ліногравюри. Серед робіт:
- «Наші друзі» (1960);
- «Осіння ніч» (1961);
- «Пам'ятник Тарасові Шевченкові в Харкові» (1961);
- «Перед походом»  (1965);
- «Матроська ночі» (1965);
- «На лісових стежках» (1968);
- «Перше знайомство» (1970).

Брав участь у всеукраїнських виставках з 1960 року (понад 40 виставок, з них 20 — персональні). 2003 року відбулася виставка його творів — до 85-річчя від дня народження — в Харківській державній академії дизайну та мистецтв.
Близько 400 гравюр  передав до шкільних музеїв бойової слави, ще до 400 естампів зберігаються в понад двадцяти музеях, зокрема, в Луганському обласному художньому музеї.